# Alfredo Cappellini
Alfredo Cappellini (Livorno, 29 dicembre 1828 – Lissa, 20 luglio 1866) è stato un ufficiale italiano che prestò servizio nella Regia Marina durante la terza guerra di indipendenza.

## Biografia
Uscì nel 1848 dalla Reale Scuola di Marina di Genova, in cui era entrato nel 1842, con il grado di guardiamarina.
Nel periodo da allievo aveva preso parte nel 1846 e 1847 a due campagne di istruzioni sull'Aurora.
Nel 1848 fece la campagna di guerra nel Mare Adriatico sulla corvetta Aquila, nel 1855-56 nella campagna di Crimea sulla corvetta Governolo.
Nel 1860 con il grado di tenente di vascello passò al comando della cannoniera Curtatone del Governo provvisorio della Toscana, ed ebbe quindi di nuovo il comando della cannoniera Veloce, con la quale fu all'assedio di Gaeta nel 1861 partecipando al blocco e il 22 gennaio 1861, al bombardamento della batteria francese detta Torrion ai piedi del monte Orlando. Ebbe la medaglia d'argento e la promozione a capitano di fregata di 2ª classe e assunse il comando della fregata Archimede.
Nella Campagna del 1866, promosso capitano di fregata di 1ª classe, ebbe ai suoi ordini la cannoniera corazzata Palestro. Nell'attacco dell'isola di Lissa, il 18 luglio 1866 batté le fortificazioni di ponente del porto di San Giorgio.
Il 20 luglio 1866, nello scontro con la squadra austriaca, Cappellini si trovò con la sua nave in linea di fila tra la Re d'Italia a prora e la San Martino a poppa, e con esse dovette sostenere il fuoco di sette corazzate nemiche. Nella breve e violenta lotta fu costretto ad allontanarsi dalla mischia per tentare di spegnere l'incendio scoppiato a bordo. Inutili furono i tentativi di domare il fuoco, che durò alcune ore, nel pomeriggio la nave saltò in aria per lo scoppio delle polveri. Si diffuse la leggenda del suicidio di massa e si diffuse e radicò nella coscienza popolare, per la morte del Comandante con tutto l'equipaggio compreso lo stato maggiore.
Alla sua memoria furono dedicati due sommergibili. Il primo prestò servizio nella Regia Marina durante la seconda guerra mondiale, mentre il secondo, proveniente dalla United States Navy, prestò servizio nella Marina Militare nel dopoguerra, dal 5 marzo 1966 fino al 1º novembre 1977. Venne posto in disarmo il successivo 5 dicembre con la radiazione dal Registro Navale Italiano. Ad Alfredo Cappellini sono, inoltre, intitolati l'istituto tecnico nautico di Livorno ed il brigantino interrato all'interno dell'Accademia Navale di Livorno ove si addestrano gli allievi della 1 Classe in preparazione alla campagna estiva sull'Amerigo Vespucci.
Suo fratello Giuseppe fu un architetto di primo piano nella Livorno dell'Ottocento.
Intorno al 1850, il Maestro Cavaliere Oreste Carlini, direttore della Banda Musicale della Guardia Nazionale di Livorno, scrisse una straordinaria sinfonia per banda intitolata "Alfredo Cappellini", donata «a Sua Maestà Vittorio Emanuele II’ Re d’Italia» e custodita oggi nella Biblioteca Reale di Torino. La partitura e le parti della sinfonia, revisionate dal Maestro Domenico Vigna ed edite dalla Edizioni Musicali Wicky, sono disponibili al seguente link (cliccando sul link è possibile accedere alla partitura, ascoltare alcune parti della composizione, acquistare la partitura e le parti per banda/orchestra di fiati).